# Javier Aguilera Gumpert
Javier Aguilera Gumpert (Madrid, España, 31 de enero de 1963) es un  exfutbolista español que se desempeñaba como portero.
Es el jugador con más partidos  oficiales disputados en la historia del Club Deportivo Leganés.

## Clubes
| Club                   | País   | Año       |
| ---------------------- | ------ | --------- |
| Real Madrid Castilla   | España | 1981-1982 |
| Club Deportivo Leganés | España | 1985-1996 |